# (6445) Bellmore
(6445) Bellmore es un asteroide perteneciente al cinturón de asteroides, región del sistema solar que se encuentra entre las órbitas de Marte y Júpiter.
Fue descubierto el 23 de marzo de 1990 por Eleanor F. Helin  desde el Observatorio Palomar.

## Designación y nombre
Designado provisionalmente como 1990 FS1, fue Nombrado en honor a Tamara Bell y Michael More con motivo de su boda. Son recién graduados de la Universidad de Arizona con títulos en ciencias políticas y geología.

## Características orbitales
Bellmore está situado a una distancia media del Sol de 2,628 ua, pudiendo alejarse hasta 2,921 ua y acercarse hasta 2,334 ua. Su excentricidad es 0,112 y la inclinación orbital 13,934 grados. Emplea 1555,83 días en completar una órbita alrededor del Sol.
Pertenece a la familia de asteroides de (15) Eunomia.

## Características físicas
La magnitud absoluta de Bellmore es 12,82. Tiene 7,271 km de diámetro y su albedo se estima en 0,366.